# 中華基督教會基浩小學
中華基督教會基浩小學（英語：CCC Kei Ho Primary School），為香港一所已停辦的小學，於1973年創立，2000年受整體重建計劃影響而停辦。

## 歷史
此校於1970年獲批位於舊何文田邨的校舍，原訂於1973年2月開課。但因屋邨入伙進程延誤，最終延至同年9月才創校。
首年，此校僅設有上午校，至翌年起增辦下午校。至1990年，此校上、下午校行政合併，再於六年後改為全日制，直至停辦為止。
因屋邨人口老化，加上學生水平一向遜色，導致此校早於1985年起已需縮班，至1996/97年度時全校更一度只能開辦7班。其後，受何文田邨2000年重建影響，此校曾申請校舍重置，但不果，最終於重建同年暑假停辦。

## 校舍
此校為一座「火柴盒」小學，不計地下共設6層，設24間課室及少量特別室。
因應何文田邨重建，校舍於2000年8月與毗鄰大廈一同騰空，並於翌年年中拆卸。原址後來改作興建私人住宅，並於賣地後重建為皓畋。

## 歷任行政人員

### 校監
- 李清詞 牧師[10]
- 翁瑞光 牧師[11]
- 周馬佩堅 女士（？-2000年，末任校監）

### 校長[5]

#### 上午校
- 鄭和益 先生（1973年-1981年，創校校長）[12]
- 余煊 博士（1981年-1985年）[註 2][13]
- 高作楷 先生（1985年-1988年，由下午校調任）[註 3][10]
- 龍漢基 先生（1988年-1990年[註 4]）[14]

#### 下午校
- 劉活川 先生（原訂創校校長，沒有上任[註 5]）
- 高作楷 先生（1974年-1985年，創校校長[註 6]）[13][註 3]
- 周懿莊 女士（1985年-1988年[註 7]）[10]
- 周少石 先生（1988年-1990年）[14]

#### 上、下午校兼任/全日制
- 周少石 先生（1990年-1992年）[11]
- 戴有根 先生（1992年-1996年）[註 8][15]
- 袁棟謙 先生（1996年[16]-2000年，末任校長[註 9]）

## 著名／傑出校友
- 司徒永富（1974年上午校小六）：商人，現為鴻福堂集團行政總裁[17]
- 李菁（1993年上午校小六）：已故聽障教師[18]